# Adorazione dei Magi (Caroto)
Adorazione dei Magi è un dipinto del pittore veronese Giovan Francesco Caroto conservato presso il Accademia Carrara di Bergamo.